# Benjamin Mee (scrittore)
Benjamin Mee (Melbourne, 1965) è uno scrittore e giornalista britannico, noto per aver scritto il romanzo autobiografico We bought a zoo, che ha ispirato il film La mia vita è uno zoo, con Matt Damon e Scarlett Johansson.

## Biografia
Nato a Melbourne, dove suo padre lavorava per la Ford Motor Company, all'età di sei mesi si trasferì con la sua famiglia in Inghilterra a Surrey, dove è cresciuto ed è vissuto. 
Nel 2006, la famiglia Mee arrivò nel Dartmoor Wildlife Park, uno zoo con una povera reputazione e una situazione finanziaria difficoltosa. Per la famiglia Mee, era già un periodo difficile, reso peggiore dalla recente morte di Katherine, la moglie di Benjamin, a causa di un tumore cerebrale. Invece di rinunciare, la famiglia rimase colpita dal fatto che se non fosse stato presto trovato un nuovo acquirente, la stragrande maggioranza degli animali sarebbe morta. Così, hanno acquistato lo zoo e combattuto perché questo potesse riaprire come finalmente ha fatto nel luglio 2007 sotto il nome di Dartmoor Zoological Park.
L'evoluzione del Dartmoor Zoo è ancora in corso, e l'ultimo capitolo è che, dopo una raccolta-fondi che ha avuto luogo alla fine del 2014, lo zoo ha completato la conversione in un ente di beneficenza. Questo dà la sicurezza allo zoo per il futuro, e realizza il sogno di Benjamin di trasformare lo zoo in un centro di eccellenza per la ricerca, la conservazione, l'istruzione ed essere un passo avanti. Lo zoo è sulla buona strada per l'istruzione e la costruzione di dipartimenti di ricerca e ha rapporti con numerose università, tra cui l'università di Plymouth.

## Opere
- La mia vita è uno zoo, Milano 2012, Arnoldo Mondadori Editore ISBN 9788852025860